# Eridolius alacer
Eridolius alacer är en stekelart som först beskrevs av Johann Ludwig Christian Gravenhorst 1829.  Eridolius alacer ingår i släktet Eridolius och familjen brokparasitsteklar. Arten är reproducerande i Sverige.

## Underarter
Arten delas in i följande underarter:
- E. a. nigrifemur
- E. a. fasciatus